# 逸仙高架路
逸仙高架路，是上海市一条南北走向的高架路，也是上海市唯一由区政府独自引进外资建设的重大市政工程。南起“内环高架路”，北至“吴淞大桥”，与外环高速（S20）和同济高架路交汇，全长9.5千米，置4条车道，纪念路以北时速为80千米/小时，而纪念路以南为50千米/小时。于1997年12月10日正式开工，1999年5月20日建成通车，通车初期为收费道路，2002年8月1日起停止收费 。停止收费后，张华浜地区道路拥堵状况十分严重，且原先“逸仙高架路”在长江路接地，无法满足大流量的需要。为此，市政部门对“逸仙高架路”进行改建，建造了600多米的延伸段，使其与吴淞大桥对接，并新建“军工路匝道”。改建工程于2004年7月4日竣工通车

## 限行
自2020年11月2日起，每日7时至20时，逸仙高架路全线禁止悬挂外省市号牌小客车、未载客的出租小客车及实习期驾驶人驾驶的小客车通行（周六、周日、法定节假日除外）。

## 上下匝道

### 上行（外环隧道方向）
- 中山北二路匝道（上）
- 万安路匝道（下）
- 场中路匝道（上）
- 殷高西路匝道（上+下）
- 何家湾路匝道（上）
- 长江路匝道（下）
- 淞滨路匝道（下）

### 下行（内环高架路方向）
- 淞滨路匝道（上）
- 军工路匝道（上）
- 殷高西路匝道（上+下）
- 场中路匝道（下）
- 万安路匝道（上）
- 中山北二路匝道（下）